# Huang Zitao
Huang Zitao (chinês tradicional: 黄子韬, chinês simplificado: 黃子韜, pinyin: Húang Zǐtāo; nascido em 2 de maio de 1993) é um rapper, cantor, ator, compositor e artista marcial chinês. Em 2011 foi apresentado como membro do boy group Exo e do seu subgrupo EXO-M. Deixou o grupo em 2015 quando abriu uma ação judicial contra a S.M. Entertainment, empresa que o gerenciava. No mesmo ano, realizou sua estreia como solista com o lançamento do EP  T.A.O sob o nome artístico Z.Tao. Este álbum de estréia passou a quebrar os registros de vendas digitais vendendo um total de 670,000 cópias dentro de sua primeira semana de lançamento. Em 2018, Z.tao anunciou em suas redes sociais sua empresa L.Tao entertainment.

## Biografia
Huang Zitao nasceu em Qingdao, Shandong, na China. Quando criança, ele assumiu o treinamento de Wushu e tornou-se um atleta estudante. No final de 2010, ele relutantemente acompanhou um amigo para um MBC Star Audition, que estava realizando uma audição global em busca de novos talentos, e foi imediatamente contratado por um representante da SM Entertainment.
De acordo com uma professora de música em Qingdao, ele era um estudante realmente tímido que começou a se abrir e se tornar popular com seus colegas de escola depois de participar no mini show de música da escola a cada semestre. Esse mesmo professor o encorajou a seguir o caminho musical. Os passatempos de Zitao variaram em: canto, dança, basquete, fotografia e wushu. Ye Zi, uma vez um instrutor de dança dele, mencionou: Mas, na verdade, o que ele ama fazer é Wushu e tocar violão. Ele afirmou: Ele sempre ficou calado durante o tempo de descanso, ele realmente não fala muito e sempre toca seu violão sozinho na janela.

## Carreira

### 2011-2015: EXO e ação judicial contra SM Entertainment
Em 27 de dezembro de 2011, Zitao foi formalmente apresentado como o terceiro membro da EXO (com o nome artístico Tao) através de um teaser publicado no canal oficial do YouTube da SM Entertainment. Ele fez sua primeira aparição no evento SBS Gayo Daejeon em 29 de dezembro. Nos anos seguintes, o EXO foi encontrado com sucesso global como um grupo.
No final de 2013, Zitao participou da filmagem do programa de celebridades da MBC Splash. No entanto, após uma série de quatro episódios, o show foi cancelado quando várias celebridades (incluindo Zitao) foram feridas. A série foi exibida de 23 de agosto de 2013 a 13 de setembro de 2013.
Em 2014, Zitao apareceu nos vídeos de música para os singles Agape de Zhang Liyin (lançado em 5 de agosto) e Not Alone (lançado em 22 de setembro). Durante os dois vídeos, Zitao foi o protagonista principal de uma história contínua ao lado de Victoria Song. Ele também apareceu em duas músicas do álbum Rewind de Zhou Mi, a canção-título Rewind  e Love Tonight, para ambos os quais ele escreveu as letras do rap. Ele apareceu como membro do elenco de reality show da SBS The Law of the Jungle. Ele deixou o show cedo devido a uma lesão no pé feito durante a filmagem. Os episódios foram exibidos de 17 de outubro de 2014 a 31 de outubro de 2014.
Em junho de 2015, Zitao criou uma agência oficial chinesa, 黄子韬 Z.TAO Studio. Em 24 de agosto, ele apresentou uma ação judicial contra a SM Entertainment para encerrar seu contrato. A principal causa da saída de Zitao decorreu de preocupações com a saúde: principalmente o agravamento de uma lesão no tornozelo sofrida no Campeonato de Atletismo Idol Star. Durante seus anos como membro de Exo, Zitao sofreu ferimentos múltiplos.

### 2015: Estréia como solo,TAOeZ.TAO
Em 23 de julho de 2015, Zitao fez sua estréia solo com um EP digital intitulado TAO, que foi um grande sucesso na indústria da música chinesa e obteve 670 mil vendas digitais na primeira semana de lançamento.
O álbum foi seguido com um segundo EP, Z.TAO, que foi lançado gratuitamente em 19 de agosto com a faixa-título Crown depois de ser adiada devido às explosões de Tianjin. O vídeo musical de Crown foi apresentado no estilo de um curta-metragem de 7 minutos, dirigido por Nick Lentz. Zitao realizou as acrobacias e as seqüências de artes marciais para as cenas de ação. A modelo / atriz australiana Jessica Gomes e o ator Jeff Kobler co-estrelaram no vídeo. Zitao realizou o seu primeiro show de concertos solo no dia 23 de agosto no Teatro do Centro de Exposições de Pequim, como um concerto de caridade para os afetados pelas explosões de Tianjin. Um total de oito faixas foram realizadas no concerto, incluindo as de TAO.
Em 15 de outubro, Zitao lançou o single Reluctantly, uma balada emocional sobre um amor passado composto por ele próprio e pelo vencedor do Grammy, Andros Rodriguez. No 2015 Migu Music Awards, Zitao ganhou seu primeiro prêmio pelo "Melhor Performance do palco" e performou Reluctantly
Zitao compôs e lançou o single I'm the Sovereign. A canção foi o número um na tabela Billboard da China para a semana de 5 de dezembro de 2015.

### 2016:The Road
Em 12 de janeiro de 2016, Zitao ganhou o prêmio "O mais influente do sexo masculino" no Festival de Vídeo Móvel de 2016 (Miopai Awards), onde performou a música Alone. Mais tarde, ele foi convidado a atuar como headliner para o SoYoung 2016 Live Concert Tour em 29 de janeiro, que contou com os músicos em ascensão mais populares da China. Lá, ele performou cinco de suas músicas: Reluctantly, Crown, M.O.M, I'm the Sovereign, e Feel Awake e ganhou o prêmio "Most Popular Performer".
Em março, Zitao anunciou que estava trabalhando em um novo álbum, The Road, e viajou para Los Angeles para completar a gravação e colaborar novamente com o diretor americano Nick Lentz. O álbum foi configurado para conter quatro músicas, cada uma acompanhada por um vídeo musical. O single principal The Road foi escrito e composto por Zitao ao longo de um processo de seis meses, e foi lançado em 22 de abril, com o vídeo musical lançado em 29 de abril.
Em 1 de maio, Zitao começou uma turnê de concertos para o álbum em Nanjing e lançou um video musical para o single Hello, Hello, com Wiz Khalifa. O álbum físico foi lançado em 22 de agosto foi vendido com edição limitada de 8888 peças. Após um minuto de abertura pré-venda, o lucro de venda atingiu 500k rmb, em 20 minutos, 200k pessoas visitaram a página. O álbum estava esgotado com uma velocidade surpreendente e subiu ao número um nos gráficos de venda.

### 2017: Promise Asia Tour
Em abril de 2017, Zitao da Chinese Music Awards, onde também ganhou o prêmio "All-Round Artist".
Zitao anunciou que estará embarcando em Promise Asia Tour a partir de 30 de abril em Pequim.

## Arte e estilo musical
Após a saída de EXO e retornar à China, Zitao afirmou que tomou a decisão de continuar sua carreira na indústria da música chinesa, ao invés de uma carreira de ator. Ele está envolvido na composição de suas músicas, inspirando-se em suas experiências; Ele afirma que criar música é para ele uma experiência catártica. Trabalhou no single I'm the Sovereign, que contém letras que abordam a ambição e a resiliência.
Para começar, sou um rapper. É bastante impossível para um rapper deixar os outros escreverem as palavras ao seu rap para ele. A familiaridade que vem com a escrita da sua própria batida e fluxo é o que você realmente precisa como base.— Huang Zitao Kuwo's You Sheng You Se Interview, Outubro de 2015.
Escrever música não é apenas um processo de querer escrever e ser capaz de fazê-lo. Eu tendem a confiar em minhas experiências passadas e pessoais para me inspirar. Eu vou lembrar e refletir sobre as instâncias que aconteceram e incluí-las em minhas músicas, além de adicionar substância ao fluxo e à melodia. Eu escrevo minhas próprias histórias na minha música através das emoções que sinto.— Huang Zitao Singapore Men's Folio, Fevereiro de 2016, Passion Issue.
Embora ele seja principalmente um rapper, ele também realizou músicas da balada de Mandopop. Sua música combina elementos do hip hop, EDM e instrumentos musicais chineses. Ele cita Jay Chou como sua inspiração musical, tendo ouvido sua música crescendo. Ele expressou o desejo de continuar como um artista com o objetivo de ver o C-Pop receber reconhecimento global.

## Atuação e variedades
Zitao fez sua primeira aparição no cinema como William em You Are My Sunshine ao lado Huang Xiaoming e Yang Mi. O filme foi lançado em 1 de maio de 2015.
Em 7 de setembro de 2015, Zitao participou da conferência de imprensa de seu primeiro show de variedades de realidade, Charming Daddy, que foi exibido na SZTV de 28 de novembro de 2015 a 20 de fevereiro de 2016. O show documentou ele e outras três celebridades à medida que experimentavam a paternidade elevando crianças de várias idades por um mês.
Em 2 de março de 2016, foi confirmado que Zitao apareceria na primeira temporada da versão chinesa de Law of the Jungle que foi gravada em Madagascar e Vanuatu com uma aparição convidada de Kim Byung-man , com quem colaborou na versão coreana em Salomon's Island. O show foi exibido em Anhui TV em maio.
Em setembro de 2016, ele se juntou à segunda temporada do programa de variedades militares da Hunan TV Takes a Real Man. Depois que o programa foi exibido, Zitao começou a ganhar mais fãs. Em dezembro de 2016, Zitao estrelou a comédia de ação Railroad Tigers dirigida por Ding Sheng, ao lado de Jackie Chan.
Em 2017, Zitao estrelou o filme de artes marciais The Game Changer, dirigido por Gao Xixi e inspirado pela série de televisão chinesa The Bund. Em abril, estrelou seu primeiro papel principal no thriller romântico Edge of Innocence, baseado em uma novela intitulada Summer, um retrato de 19 anos do escritor japonês Soji Shimada.
Tao foi lançado em inúmeras produções futuras; Como a adaptação cinematográfica das novelas do código do templo de Famen dirigidas por Tsui Hark e a adaptação do drama Chinese Odyssey intitulada A Chinese Odyssey: Love You A Million Years. Ele também estará estrelando ao lado de Yang Mi no The Negotiator, um spin-off do drama de sucesso de 2016, Dear Translator e Janice Wu, no drama musical The Brightest Star in the Night Sky.

## Artes marciais
Zitao recebeu treinamento formal em Wushu desde os cinco anos de idade. Em sua cidade natal de Qingdao, ele ganhou o 1º lugar para o jogo Cudgel, o 2º lugar para o espadachim e o 3º lugar no Campeonato Internacional de Artes Marciais.
Devido a Zitao ser muito impertinente quando criança. Seu pai enviou-o para aprender artes marciais para aprender disciplina, então Zitao começou a treinar durante os primeiros anos da escola e tornou-se um atleta estudantil. Desde que começou a treinar aos 5 anos, Zitao manteve a crença de que as artes marciais nunca deveriam ser usadas para lutar e apenas para autodefesa.
Ele também expressou seu desejo de se tornar uma estrela de cinema de artes marciais e ação. Durante seu tempo na Coreia do Sul, ele treinou sob Bruce Khan, que coreografou cenas de ação em filmes como The Medallion, protagonizado por Jackie Chan. Zitao executa as rotinas de Wushu Taolu no palco durante os concertos e como convidado em shows de variedades com frequência. Michelle Yeoh, atriz de artes marciais que convidou com Zitao no show de variedades The Negotiator, elogiou-o pela habilidade de Wushu e desejou que ele passasse com sucesso as artes marciais chinesas para as próximas gerações. Zitao expressou o desejo de seguir os passos de Jackie Chan na promoção de artes marciais.
A carreira do ator de artes marciais de Zitao começou quando ele foi lançado em Railroad Tigers, dirigido por Ding Sheng e estrelado por Jackie Chan, ele lançou Zitao primeiro depois de Jackie Chan para o filme depois de assistir a estréia de Huang Zitao, onde ele executa uma rotina Wushu Taolu. Durante a filmagem de Railroad Tigers, a recusa de Huang Zitao de usar duplicações e suas habilidades ao fazer as acrobacias, fizeram Jackie Chan sentir como se estivesse olhando para o seu eu mais novo. Desde então, ele aceitou Huang Zitao como seu "aluno amado".

## Endosso

### Vídeo games
Em 3 de junho de 2015, Zitao foi apresentado como o adepto da celebridade do jogo móvel Almighty Team. Zitao, que é conhecido por ser um ávido jogador de videogames, tem dois personagens principais modelados após ele e exibem seus próprios movimentos únicos de artes marciais.
Em outubro de 2015, Zitao junto com Yang Mi foi anunciado como um dos adeptos da celebridade do jogo online I'm the Sovereign. Ele assumiu o papel do personagem principal do jogo Mu Chen na campanha publicitária. Além de ser o adepto da celebridade para o jogo, Zitao foi escolhido para ser o cantor e compositor e produtor da música tema do jogo e diretor de música para o jogo.
Em 19 de agosto de 2016, a APTA oficial de ZTAO anunciou o lançamento de Small Tao Cute Dog House 小韬 咪 萌 犬 屋, um jogo móvel chinês que segue a tradição de jogos de micromanaging. O jogo gira em torno do gerenciamento de uma loja de grooming de cães através de uma série de quests e questionários temporizados com NPCs. Os jogadores podem personalizar seu próprio personagem e cachorro com itens comprados na loja do jogo. Eles também podem decorar sua loja com itens ZTAO de edição limitada e tocar suas músicas oficiais como BGM. O jogo foi inicialmente lançado para beta no Android apenas, mas seu lançamento oficial também inclui iOS.

### Fashion
Em 19 de setembro de 2015, Zitao participou da London Fashion Week depois de ser convidado por Versus Versace. Antes do show, Zitao era o embaixador chinês da marca pela sessão de fotos de rua da coleção SS16.
Zitao foi um dos muitos convidados de celebridades para participar da abertura do 13 de outubro de 2015 da loja Ports 1961 em Xangai. Ele participou do seu desfile de moda Outono-Inverno 2016 como embaixador da marca. Ele também participou da sua campanha #Follow Me fazendo uma sessão de fotos e várias entrevistas usando a última coleção do Ports 1961.
Em 5 de novembro de 2015, ele participou da abertura da primeira boutique de roupas de couro da Moncler em Singapura, no Ion Orchard, onde foi recebido por mais de 600 fãs e apareceu na revista Men's Folio com peças da coleção da Moncler.
Em 5 de junho de 2016, Zitao foi convidado para uma colaboração de eventos de caridade entre Bazaar e Ports 1961. Zitao criou um projeto de t-shirt de edição limitada para venda durante o evento e decidiu usar uma foto antiga de Candy, seu cachorro, com a frase "Você pode me deixar sonhar" que são letras de sua música Hello Hello. O design foi impresso em camisas e iPhone 6 casos, ambos com versões em preto e branco. Zitao expressou que "as coisas mais simples são as mais felizes, especialmente junto com o amor". Ele espera que, ao participar da instituição de caridade, ele possa enviar esse amor às crianças em circunstâncias de pobreza. Ele também acredita firmemente que todos não devem desistir de seus sonhos e espalhar energia mais positiva para dar aos que precisam de ajuda.
Em 17 de junho de 2016, Zitao participou da Semana da Moda de Milão, representando Ports 1961. Enquanto se preparava para o show, ele se uniu à Grazia e fez um show em Meipai que atingiu um total de 643 mil visualizações, o que interrompeu a transmissão duas vezes para a imensa audiência. Depois, Zitao participou de uma série de entrevistas, bem como de fotos com Ports 1961, Bazaar, Grazia e Haibao.

## Discografia
- T.A.O (2015)
- Z.TAO (2015)
- The Road (2016)

## Filmografia

### Filmes
| Ano  | Título                     | Título em chinês | Papel     | Diretor        |
| ---- | -------------------------- | ---------------- | --------- | -------------- |
| 2015 | You Are My Sunshine        | 何以笙箫默       | William   | Huang Bin      |
| 2016 | Railroad Tigers            | 铁道飞虎         | Dai Ha    | Ding Sheng     |
| 2017 | The Game Changer           | 游戏规则         | Fang Jie  | Gao Xixi       |
| 2017 | Edge of Innocence          | 夏天十九岁的肖像 | Kang Qiao | Jung-chi Chang |
| TBA  | The Legend of Famen Temple | 法门寺密码       | Zhao Ye   | Tsui Hark      |

### Dramas de televisão
| Ano  | Título                                      | Título em chinês     | Papel       | Notas |
| ---- | ------------------------------------------- | -------------------- | ----------- | ----- |
| 2017 | A Chinese Odyssey: Love You A Million Years | 大话西游之爱你一万年 | Zhi Zun Bao |       |
| TBA  | The Negotiator                              | 谈判官               | Xie Xiaofei |       |
| TBA  | The Brightest Star in the Night Sky         | 夜空中最闪亮的星     | Zheng Boxu  |       |

### Shows de variedades
| Ano              | Data                      | Título                                            | Papel                     | Emissora                  | Notas       |
| ---------------- | ------------------------- | ------------------------------------------------- | ------------------------- | ------------------------- | ----------- |
| 2013             | Aug 23                    | Splash!                                           | Elenco principal          | MBC                       | Ep. 1-4     |
| 2014             | Oct 17 - Oct 31           | Laws of the Jungle: Solomon Islands               | Cast                      | SBS                       | Ep. 126-136 |
| 2015             | Jan 24                    | With You All the Way                              | Guest                     | ZRTG: Zhejiang Television | Ep.3        |
| 2015             | Jul 11                    | New Generation Sound of China 3 (Let's Sing Kids) | Mentor                    | HBS: Aniworld             | Ep. 3       |
| 2015             | Aug 21 - Sep 18           | The Real Hero                                     | Convidado                 | JSBC: Jiangsu Television  | Ep. 4-7     |
| 2015             | Aug 14                    | Day Day Up                                        | Convidado                 | HBS: Hunan Television     |             |
| 2015             | Aug 9                     | Challenge the Impossible                          | Convidado                 | CCTV: CCTV-1              |             |
| 2015             | Aug 20,27                 | Kugou Interview                                   | Convidado                 | Kugou Music               |             |
| 2015             | Aug 24                    | See You Monday                                    | Convidado                 | HBS: Hunan Television     |             |
| 2015             | Sept 4                    | The First Lesson 2015                             | Convidado                 | CCTV: CCTV-1              |             |
| 2015             | Oct 10                    | Muse Dress                                        | Convidado Judge           | SMG: Dragon Television    |             |
| 2015             | Nov 7                     | People in News Interview                          | Convidado                 | HBS: Hunan Television     |             |
| 2015             | Nov 28 - Feb 13           | Charming Daddy                                    | Cast                      | SZMG: Shenzhen Television | Ep.1-12     |
| 2016             | Nov 28 - Feb 13           | Charming Daddy                                    | Cast                      | SZMG: Shenzhen Television | Ep.1-12     |
| Feb 5            | Ace vs Ace/The Negotiator | Convidado                                         | ZRTG: Zhejiang Television | Ep. 2                     |             |
| June 4           | Super Show                | Convidado                                         |                           | com elenco de ROOO        |             |
| June 11 - Aug 27 | Rules Of Our Own          | Cast                                              | AHBC: Anhui Television    | Season 1                  |             |
| July 16          | People in News Interview  | Convidado                                         | HBS: Hunan Television     |                           |             |
| August 13        | Happy Camp                | Convidado                                         | HBS: Hunan Television     |                           |             |
| August 20        | Happy Camp                | Convidado                                         | HBS: Hunan Television     |                           |             |
| Oct 21 - Jan 19  | Takes a Real Man          | Cast                                              | HBS: Hunan Television     | Season 2                  |             |
| Nov 5            | Happy Camp                | Guest                                             | HBS: Hunan Television     |                           |             |
| Dec 24           | Happy Camp                | Guest                                             | HBS: Hunan Television     |                           |             |
| 2017             | Jan 20                    | Ace vs Ace                                        | Guest                     | ZRTG: Zhejiang Television | Ep. 1       |

## Tours e concertos
| Z.Tao Promise Asia Tour - 30 de Abril de 2017: Beijing - 6 de Maio de 2017: Nanjing - 20 de Maio de 2017: Taipei - 27 de Maio de 2017: Macau | Z.Tao First Concert - 23 de Agosto de 2015: Beijing Exhibition Center Theater Z.Tao The Road - 1 de Maio de 2016: Nanjing |

## Prêmios e nomeações
| Ano                 | Prêmio                                | Categoria                    | Papel     | Resultado | Ref.            |
| ------------------- | ------------------------------------- | ---------------------------- | --------- | --------- | --------------- |
| 2015                | Migu Music Awards                     | Best Stage Performance       | Ele mesmo | Venceu    | [ 100 ] [ 101 ] |
| 2016                | Mobile Video Festival (Miopai Awards) | Most Influential Male Singer | Ele mesmo | Venceu    | [ 102 ] [ 103 ] |
| Tencent Star Awards | Venceu                                | Most Influential Male Singer | Ele mesmo |           |                 |
| Sina Weibo Night    | The Most Popular Singer               | Venceu                       | Ele mesmo |           |                 |
| 2017                | 5th V Chart Awards                    | All Round Artist of the Year | Ele mesmo | Venceu    |                 |
| 2017                | 17th Top Chinese Music Awards         | All Round Artist of the Year | Ele mesmo | Venceu    | [ 104 ]         |
| 2017                | GMIC X Awards                         | Musician of the Year         | Ele mesmo | Venceu    |                 |